# مجزرة مخيم النصيرات (27 أكتوبر 2023)
مجزرة مخيم النصيرات (27 أكتوبر 2023) هي مجزرةٌ ارتكبها سلاح الجوّ الإسرائيلي حينما أغارَ على مخيم النصيرات وهو مخيم فلسطيني من المخيمات الكبرى في قطاع غزة من حيث السكان والمساحة. حيثُ أنه وخلال يوم الجمعة الموافق 27 أكتوبر 2023 قام سلاح الجو بشن سلسلة غارات على كافة مناطق مخيم النصيرات. هذه المجزرة من ضمن عدة مجازر وقعت خلال عملية طوفان الأقصى. تسبّبت هذه المجزرة الإسرائيليّة والتي كانت في كافة أنحاء مخيم النصيرات إلى استشهاد أكثر من 19 شهيداً من سكان المخيم.

## خلفية الحدث
في ساعاتِ الصباح الأولى من يوم السابع من أكتوبر 2023 أطلقت حركة المقاومة الإسلامية حماس عبر ذراعها العسكري كتائب الشهيد عز الدين القسام عملية طوفان الأقصى وذلك ردًا على الاعتداءات الإسرائيلية وتدنيس الأقصى والاستمرار في الاستيطان كما أكّد على ذلك محمد الضيف القائد العام للقسّام والذي أعطى إشارة انطلاق العمليّة التي شهدت اقتحامًا من المقاومين لمستوطنات غلاف غزة ونجحوا في قتلِ عدد كبيرٍ من الجنود الإسرائيلين، وأسر عشرات آخرين كما استطاعوا خلال ساعات قطع عشرات الكيلومترات ووصلوا لمستوطنات أبعد من تلك المحيطة والقريبة من قطاع غزة.
استمرَّت الاشتباكات بين الجيش الإسرائيلي وبين المقاومين في عديد من المستوطنات وعلى رأسها مستوطنة سديروت. الرد الإسرائيلي على هذه العمليّة جاء من خلال شنّ سلاح الجو الإسرائيلي عشرات الغارات العشوائيّة على القطاع متسبّبة في مقتل عشرات المدنيين وتدمير البنية التحتية لمدن القطاع، ليصل حد فرض إغلاق شامل وقطع متعمد لكل الخدمات من ماء وكهرباء وغاز، وهو ما هدَّد حياة أكثر من مليونَي فلسطيني يعيشُ داخل القطاع الذي يُعاني أصلًا من تبعات الحصار الخانق عليهم منذ ستة عشر عاماً.

## المجزرة
في يوم الجمعة الموافق 27 أكتوبر 2023، وبالتزامن انقطاع خدمات الاتصالات في غزة 2023 والتي تعرضت لها كافة مناطق القطاع طيلة يوم الجمعة. قامت طائرات الاحتلال الإسرائيلي بقصف كافة أرجاء مخيم النصيرات وسط قطاع غزة. حيثُ يعتبر وسط قطاع غزة مكان أمن بحسب بيان جيش الاحتلال الذي دعى سكان القطاع للتوجه إلى وسط القطاع. ومع ذلك؛ شنت الطائرات غارات جوية مكثفة في كافة أنحاء المخيم، وتمكنت سيارات الإسعاف والدفاع المدني من انتشال جثامين 19 مواطناً من عائلات مختلفة، ومعظمهم أطفال ونساء إضافة إلى عشرات الجرحى.

## الضحايا
1. هاني جمال سويدان
2. مهند هاني سويدان
3. ألمى ماجد سويدان
4. روان أيمن سويدان
5. هاني وهبة
6. عمر هاني وهبة
7. عبد الرحمن هاني وهبة
8. يقين سعدي حمادة
9. محمد سعدي أبو حمادة
10. عدي محمد سعدي أبو حمادة
11. غيث ياسر نوفل
12. نبيل ياسر نوفل
13. رندة نبيل ياسر نوفل
14. علي أبو كميل
15. جنى أبو كميل
16. عدي أبو كميل
17. غانم أبو كميل
18. ماريا زقوت
19. محمد أبو هدة